# Місяць заколоту
Місяць заколоту (англ. Moon of Mutiny) — науково-фантастичний роман для юнацтва американського письменника Лестера дель Рея.

## Історія написання
Опубліковано у 1961 році видавництвом «Холт, Райнхарт і Вінстон» як остання частина серії про Джима Стенлі (перші дві книги — «Крок до зірок» і «Місія на Місяць»). Але Джим Стенлі, головний герой перших двох книг серії, з'являється лише в епізоді в «Місяці заколоту».

## Зміст
Фред Халперн, 15-річний юнак із даром подумки обчислювати траєкторії та орбіти, виключається з Космічної академії Годдарда за тиждень до випуску через його довгу історію непокори та відсутності дисципліни.
Ще під час навчання в академії Халперн мешкав зі своїм батьком на борту космічної станції, якою керує останній. Коли стало зрозуміло, що Сполучені Штати відстають у гонці до Місяця, Фред викрав одну з ракет-таксі зі станції та самостійно здійснив успішну подорож до Місяця. Однак під час приземлення його ракета перекинулася, приземлилася на повітряний шлюз і захопила Фреда всередині. Рятувальна операція була дорогою та небезпечною, і призвела до смерті одного з рятувальників.
Через таку історію інші кадети та космонавти вважають Фреда вигнанцем, але ЗМІ вихваляють його як героя. Це викликає велику напругу у стосунках Фреда, оскільки він намагається втекти від свого минулого та заслужити місце в космосі.
Статус героя Фреда в популярних засобах масової інформації дозволив йому заробити достатньо грошей, щоб заплатити за школу, і пожертвувати свій надлишок заробітку колонії Місяця, до якої він сподівається колись приєднатися.
Після вигнання з академії Фред тимчасово повертається на станцію свого батька, перш ніж почнеться його вигнання на Землю. Він усвідомлює, що виріс із життя на станції, і що він не може внести жодного значущого внеску. Під час свого перебування на станції він зустрічає доктора Сешнса, керівника майбутньої експедиції на Місяць, але не може змусити себе попросити місце в уже переповненій експедиції. В останню хвилину один із пілотів експедиції отримує поранення, і Фреда просять приєднатися, незважаючи на застереження Сешнса, щоб вийти на борт у потрібний віконний термін.
Під час експедиції у Фреда виникає кілька особистих прозрінь щодо його минулого та поточних цілей. Він усвідомлює, що його минула поведінка була зарозумілою, егоцентричною та безрозсудною, він приймає рішення вирости та навчитися дисципліни й розсудливості. Він також дізнається, що в основі його зарозумілості та безрозсудності лежать справжні та цінні навички, які він може добре використати, якщо вдасться відточити своє судження.
Тож коли космічний корабель розбився на Місяці, Фред опинився в пастці. Люди на базі отримали загальне місцезнаходження корабля через космічну станцію. Він ЗНАВ, що інформація була невірною, і він також знав, де знаходиться корабель. Тепер у Фреда було два способи впоратися з цим. Він міг підкоритися наказам і дозволити двом чоловікам померти. Або він міг вийти сам і, можливо, врятувати двох чоловіків, не підкорившись прямому наказу.

## Тема
Серйозний філософський дискурс про право вибору (заколот) та прийняття рішень, загорнутий у науково-фантастичні пригоди. Вважається найкращою з серії Джима Стенлі.